# Masayuki Takahashi
Masayuki Takahashi (Hikita, 23 de octubre de 1962-27 de diciembre de 2002) fue un deportista japonés que compitió en vela en la clase 470.
Ganó una medalla de bronce en el Campeonato Mundial de 470 de 1989. Estudió Ingeniería Naval en la Universidad Nacional de Yokohama.

## Palmarés internacional
| \| Campeonato Mundial \| Campeonato Mundial \| Campeonato Mundial \| Campeonato Mundial \| \| Año \| Lugar \| Medalla \| Clase \| \| ------------------ \| ------------------ \| ------------------ \| ------------------ \| \| 1989 \| Tsu (Japón) \| Medalla de bronce \| 470 \| |             |                   |       |
| Campeonato Mundial |             |                   |       |
| Año | Lugar       | Medalla           | Clase |
| 1989 | Tsu (Japón) | Medalla de bronce | 470   |